# Nicolò de' Rossi
Nicolò de' Rossi (Treviso, 1290 – dopo il 1348) è stato un poeta e giurista italiano.

## Biografia
Figlio nel nobile Alberto Rubeo ("il Rosso") di Burbante, studiò giurisprudenza a Bologna, dove conseguì il dottorato nel 1317. L'anno successivo tornò a Treviso, dove divenne insegnante nello studium cittadino; entrato anche in politica, si schierò col partito guelfo e ricoprì vari incarichi politici per il comune trevigiano, all'epoca ancora indipendente. Tra il 1318 e il 1319 fu a capo della delegazione trevigiana presso il re dei Romani Federico il Bello, che in una lettera lo definì "nostro diletto fedele" (fidelis noster dilectus).
Nel 1339 si recò alla corte pontificia di Avignone, poi a Venezia come diplomatico dopo che la sua città era entrata a far parte della Repubblica di Venezia. L'ultima sua menzione è nel 1348, quando viene attestato come canonoco castellano della Chiesa di Sant'Apollinare, mentre mancano successivi segni di vita. Potrebbe quindi essere morto durante la successiva Peste Nera, ma non è certo.

## Opere
Nicolò de' Rossi, più che per la sua attività letteraria, è noto per l'opera di codificazione che compì stendendo il manoscritto Barberiniano latino 3953, attualmente presso la Biblioteca Vaticana. Il manoscritto, che comprende una storia troiana in prosa e poesie di Dante, Guido Cavalcanti, Cino da Pistoia e Cecco Angiolieri (oltre a numerose composizioni dello stesso de' Rossi), è altamente indicativo della popolarità e della diffusione delle opere dei poeti toscani nell'Italia del periodo, tanto che lo stesso de' Rossi tentò di replicarne lo stile.
Fu anche autore di un canzoniere, il Colombino, la cui unica copia è attualmente presso la biblioteca capitolare di Siviglia; il nome del canzoniere deriva proprio da Fernando Colombo, figlio di Cristoforo e fondatore della biblioteca. Il manoscritto è però danneggiato e mancherebbero alcune pagine, rendendo di fatto l'opera di de' Rossi parzialmente perduta.
In totale scrisse quattro canzoni, tra cui la mistica Color di Perla, e (almeno) 434 sonetti, tra cui uno dei più noti è il polemico e ironico Denari fano l'omo comparere.